# Траутман, Андреас
Андре́ас Тра́утман (родился 21 мая 1959 года в Дрездене) — немецкий футболист, игравший в 1977—1991 годах в Оберлиге ГДР за «Динамо Дрезден». Трижды выигрывал чемпионат ГДР и четырежды — кубок страны. В 1989 году он стал игроком года в ГДР. Траутман сыграл 14 матчей за сборную ГДР. Позднее стал тренером.

## Карьера игрока

### Клубная карьера
Траутман начал свою футбольную карьеру в «Дрезден Штрайсен». Позднее он перешёл в «Локомотив Дрезден», где играл до 1972 года, в возрасте 13 лет он стал игроком «Динамо Дрезден». Свой первый матч в лиге Траутман провёл после получения специальности инженера-слесаря. Его дебют состоялся в 11 туре сезона 1977/78, 3 декабря 1977 года он вышел на замену вместо Райнера Саше во встрече «Динамо Дрезден» и «Динамо Берлин» (1:2). За этим последовали ещё шесть матчей с выходом на замену. В следующем сезоне 1978/79 он сыграл в 20 матчах на позиции полузащитника, уже будучи основным игроком. В дальнейшие годы он был одним из наиболее последовательных футболистов команды, в том числе восстановился после долгосрочных травм. 1 мая 1982 года он выиграл свой первый кубок Восточной Германии. В серии пенальти со счётом 5:4 было побеждено берлинское «Динамо», Траутман играл на позиции опорного полузащитника. В дальнейшем Траутман продолжил свою карьеру в амплуа защитника. В 1984 и 1985 годах он выиграл ещё два кубка ГДР.
В 1986 году он получил серьёзную травму крестообразных связок, поэтому сыграл только 14 матчей в 1986/87 сезоне. Вопреки прогнозам экспертов, он смог продолжить свою карьеру и вернул своё место в обороне «Динамо» после шестимесячного перерыва. В двух последних чемпионских сезонах для «Динамо Дрезден» (1988/89 и 1989/90) он сыграл 20 и 16 матчей соответственно. Спортивные редакторы СМИ ГДР избрали его футболистом 1989 года. В сезоне 1990/91 у Траутмана был шестимесячный перерыв в игре за «Динамо». Летом 1990 года Траутман вместе со своим товарищами по команде Маттиасом Дёшнером и Хансом-Уве Пилцом перешёл в «Фортуна Кёльн» из Второй Бундеслиги, цена трансфера составила 513000 марок. После всего десяти матчей во Второй Бундеслиге Траутман вместе с Пилцом вернулся в «Динамо Дрезден» в начале 1991 года, он сыграл 134 минуты в трёх матчах последнего сезона Оберлиги ГДР. Траутман провёл 270 матчей в течение 14 сезонов и забил 48 голов в чемпионате за «Динамо». По числу игр за клуб он является третьим игроком «Динамо» после Ханса-Юргена Дёрнера (392) и Райнхарда Хефнера (366). Из 54 еврокубковых матчей клуба в этот период он сыграл 41 и забил семь голов. Среди прочего, он помог «Динамо» добиться своего наибольшего успеха в еврокубках, в 1989 году клуб вышел в полуфинал Кубка УЕФА. Траутман сыграл в обоих матчах против «Штутгарта» (0:1, 1:1) на позиции защитника.
Хотя «Динамо Дрезден» получило право на участие в Бундеслиге сезона 1991/92, Траутман больше не играл за клуб. Скорее всего, он был уволен в начале 1992 года, когда стало известно, что он работал в службе госбезопасности ГДР. Траутман присоединился к «Дрезднеру», где играл с 1992 по 1995 год сначала в любительской Оберлиге, затем во Второй Бундеслиге. Позже он сыграл ещё несколько месяцев до весны 1996 года за любительский клуб «Пирна-Копиц», закончить свою карьеру Траутмана побудила травма колена.

### Национальная сборная
В 1976/77 сезоне Траутман был вызван в юношескую сборную ГДР, но сыграл только два матча: 10 октября 1976 года (против Польши 1:0) и 23 апреля 1977 года (против Румынии 0:0). Через год он был принят в молодёжную сборную, с которой он провёл 12 матчей между 1978 и 1980 годами. Он не вызывался в сборную до 23 лет, сразу дебютировав в основной сборной. 10 февраля 1983 года в международном матче Тунис — ГДР (0:2) он сыграл на позиции правого хавбека. Он провёл в общей сложности 14 международных матчей, причём вызывался в сборную только в 1983 и 1989 годах. Его последний международный матч состоялся в рамках отбора на чемпионат мира по футболу 1990, 20 мая 1989 года в матче против Австрии (1:1) он сыграл, как обычно за «Динамо», в обороне. В период с 1980 по 1983 год он был членом олимпийской сборной ГДР. В 1980 году он сыграл в четвертьфинале за команду, которая завоевала серебряную медаль в олимпийском футбольном турнире в Москве. Вместе со своими товарищами по команде в том же году он был награждён бронзовым орденом «За заслуги перед Отечеством». Траутман сыграл пять квалификационных матчей к Олимпиаде 1984 года, но из-за бойкота ГДР он не смог принять участие в финальной части в Лос-Анджелесе.

## Карьера тренера
В 2000 году Траутман вернулся в «Динамо Дрезден», где в течение короткого времени занимался поиском талантов для команды. С 2001 по 2011 год он тренировал свой бывший клуб «Пирна-Копиц».